# Мисо-суп (роман)
«Мисо-суп»  (яп. イン ザ・ミソスープ) — роман японского писателя Рю Мураками, написанный в 1997 году. Он публиковался в течение нескольких месяцев в 1997 году как сериализованный материал в Yomiuri Shimbun. В том же году он был переработан издательством Gentosha Bunko и издан уже отдельной книгой. За этот роман автор получил литературную премию «Ёмиури».

## Сюжет
Двадцатилетний Кенджи — японский гид по «ночной жизни» для иностранцев, - он водит гайдзинов по секс-клубам и хостес-барам Токио. 29 декабря ему звонит американец по имени Фрэнк и нанимает его на три ночи. И хотя до этого он обещал под новый год проводить больше времени со своей шестнадцатилетней девушкой Джун, Кенджи соглашается на работу. Он проводит конец года, сопровождая Фрэнка по Синдзюку, задаваясь вопросом, может ли его странный покровитель с пластиковой кожей быть ответственным за ужасные события, о которых недавно сообщалось в новостных сводках.

## Темы
Роман делится на три главы, каждая из которых примерно совпадает с одной ночью, проведенной Кенджи с Фрэнком.
По ходу действия Кенджи отмечает несколько американских продуктов или мест, с которыми японцы, очевидно, хорошо знакомы, например, «Niketown», крупный универмаг Nike на Манхэттене, который оставался открытым до 2017 года.
Одновременно с этим Кенджи сосредотачивается на этих потребительских деталях, чтобы показать, насколько подозрительным является Фрэнк. Третья глава вновь обращается к ним, чтобы подчеркнуть, что персонажи не только одиноки, но и справляются со своим одиночеством посредством культуры постоянного потребления. Френк, какбы вторя рассказчику, предполагает, что некоторые иностранцы даже лучше осведомлены о обычаях и культуре Японии, чем сами японцы.
В этом отношении в своем англоязычном обзоре книги доктор Ёсико Ёкочи Самуэль отмечает: «Вся последняя глава, в которой темы дуализма выделены в статичной, бездействующей обстановке, по сути, является самой слабой частью этой в остальном эффектной истории ужасов». Там же Самуэль отмечает что метафора мисо-супа выведеная в название романа это подчеркнутая критика современной Японии.

## Персонажи

### Основные персонажи
- Кенджи — гид по ночной жизни из Токио. Он средне владеет английским языком и специализируется на поездках иностранцев по Кабуки-тё. Он также является рассказчиком этой истории.
- Фрэнк — американский турист, заключивший контракт с Кенджи на три ночи. Фрэнк является в романе антагонистом и с самого начала кажется подозрительным Кенджи.

### Второстепенные персонажи
- Асами/Мадока — хостес «особых услуг» на пип-шоу.
- Джун — шестнадцатилетняя девушка Кенджи.
- Маки — хостес/проститутка в пабе Омиай. Утверждает, что не проститутка, уточняя, что является дорогой девушкой по вызову.
- Норико — зазывала паба «Омиай», в прошлом несовершеннолетняя преступница.
- Рейка и Ри — две хостес паба, предлагающие нижнее белье.
- Сатоши — зазывала из клуба нижнего белья и знакомый Кенджи.
- Ёкояма — издатель Tokyo Pink Guide - единственного издания, в котором Кенджи размещает рекламу, и библии секс-индустрии для Фрэнка.
- Юко — хостес/проститутка в пабе Омиай. Она сидит с Фрэнком, Кенджи и Маки.

## Критика
«Ужас от которого не оторваться», «размышления о худших сторонах японского и американского общества» распространённые отзывы о книге.